# سانت خئان د آلاکانت
سانت خُئان د آلاکانت دهستانی در استان آلیکانتهٔ اسپانیا است.
در این دهستان ۲۰٬۴۳۰ نفر زندگی می‌کنند. مساحت این دهستان ۹٫۵۶ کیلومتر مربع است.